# Château de Trangis
Le château de Trangis est situé sur le territoire de la commune d'Évreux, dans le département de l'Eure.

## Historique
Le château fut édifié avant 1750 sur les restes d'une construction du XVIIe siècle par Le Cousturier de Pithienville, lieutenant criminel du Présidial.
Il fut transmis le 13 juin 1750 à Godefroy de La Tour d'Auvergne, duc de Bouillon et comte d'Évreux, propriétaire du château de Navarre.
Il passa avant la Révolution à Michel Le Cousturier de Courcy.
Il est acquis en 1861 par le banquier Ferdinand Goldschmidt, membre d'une famille de la haute finance européenne. Le château est mentionné sous l'appellation du château du Plus-que-Tout (du nom de la voie qui y mène), à la fin du XIXe siècle.
Il reste plus d'un siècle parmi ses descendants. En 1981, son arrière-petit-fils Guillaume Guindey, haut fonctionnaire, membre de l'Institut, le vend à la ville d'Évreux.
Le parc du château de Trangis constitue aujourd'hui un espace vert ouvert aux visiteurs, avec un parcours acrobatique en hauteur.

## Architecture
Le château de Trangis se distingue par son élégante architecture classique. Édifié en pierre et en brique, il présente une façade sobre et harmonieuse, typique des constructions du XVIIIe siècle. Les grandes fenêtres à croisillons et les ornements discrets témoignent de l’influence architecturale de l’époque, mêlant raffinement et fonctionnalité. L'intérieur, bien que largement modifié au fil des ans, conserve certains éléments d'origine, tels que des moulures, des cheminées en marbre et des boiseries sculptées.